# Gangubai Hangal
Gangubai Hangal (Hangal, 5 de marzo de 1913-Hubli, 21 de julio de 2009) fue una cantante de la India del khyal género de la música clásica indostaní famosa por su voz profunda.

## Biografía
Hangal perteneció a la Kirana gharana.
Gangubai Hangal nació en Dharwad, hija de agricultores  obtuvo sólo educación primaria cuando su familia se mudó a Hubli en 1928 comenzó su educación musical formal a los 13 años en la escuela Krishna Acharya, estudiando  música clásica indostaní en vez de la Carnatica. Estudió con Dattopant Desai antes de perfeccionarse con el gurú Sawai Gandharva.

## Vida privada
Se casó a los 16 años con Gururao Kaulgi, a un abogado Brahmin. Tuvieron dos hijos,, Narayan Rao y Babu Rao,  y Cririshna, que murió de cáncer en el 2004.

## Honores
- Karnataka Sangeet Nritya Academy Award, 1962[3]

- Padma Bhushan, 1971[10]

- Premio Académico Sangeet Natak, 1973[11]

- Sangeet Natak Akademi Fellowship, 1996[12]

- Padma Vibhushan, 2002[10]

El estado de Karnataka declaró dos días de luto por su desaparición

## Literatura
- Nanna Badukina Haadu (The Song of My Life), Biografía «La canción de mi vida»[14]